# Prince Polo
Prince Polo est une barre chocolatée polonaise, composée de quatre gaufrettes enrobées de chocolat. Elle est vendue en République tchèque, Slovaquie, Hongrie, Lituanie, Lettonie, Ukraine sous le nom de Siesta et en Islande où, vendue pendant des nombreuses années, elle connaît un grand succès sous le nom de Prins Póló. Lorsque le président de la République d'Islande Ólafur Ragnar Grímsson arrive en Pologne, le 11 mars 1999 il reconnaît que "Toute la génération d'Islandais a grandi avec deux choses - le coca-cola américain et le Prince Polo polonais".
Prince Polo a été introduit sur le marché en 1955 par la société Olza SA de Cieszyn, fondée en 1920 et rachetée en 1993 par Kraft Jacobs Suchard renommé Mondelez International en 2013.
En 1995 Prince Polo change d'emballage et des nouveaux arômes apparaissent: noisette, pomme, lait, noix de coco, pain d'épices et Premium. La barre est aussi disponible en dimension XXL.

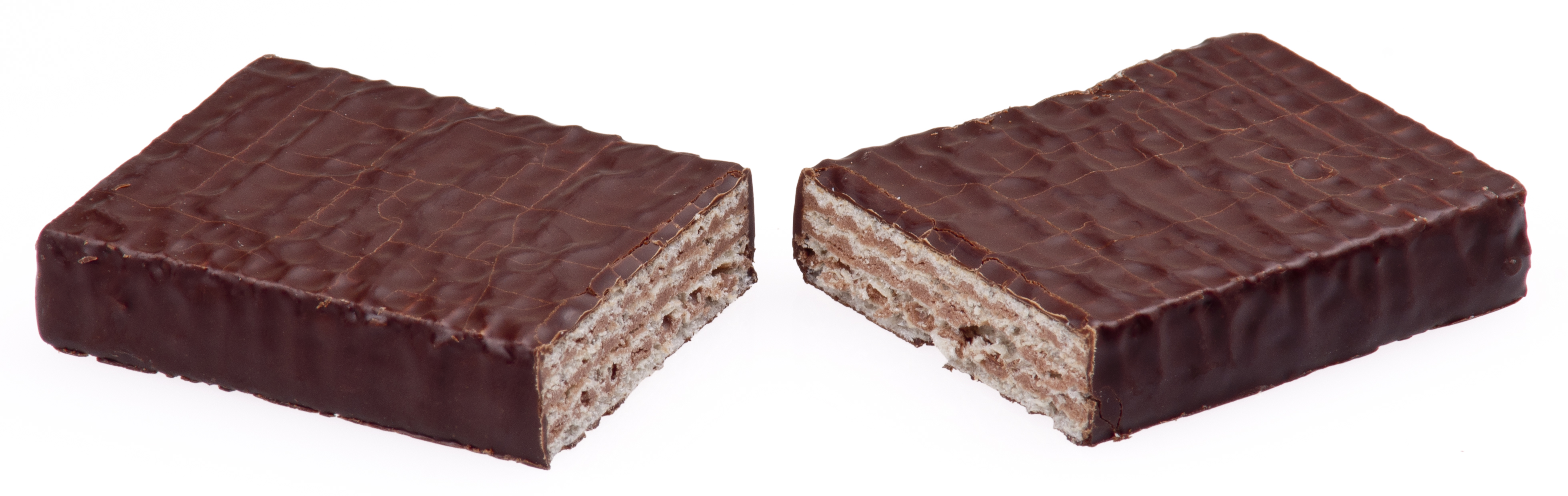
Prince Polo
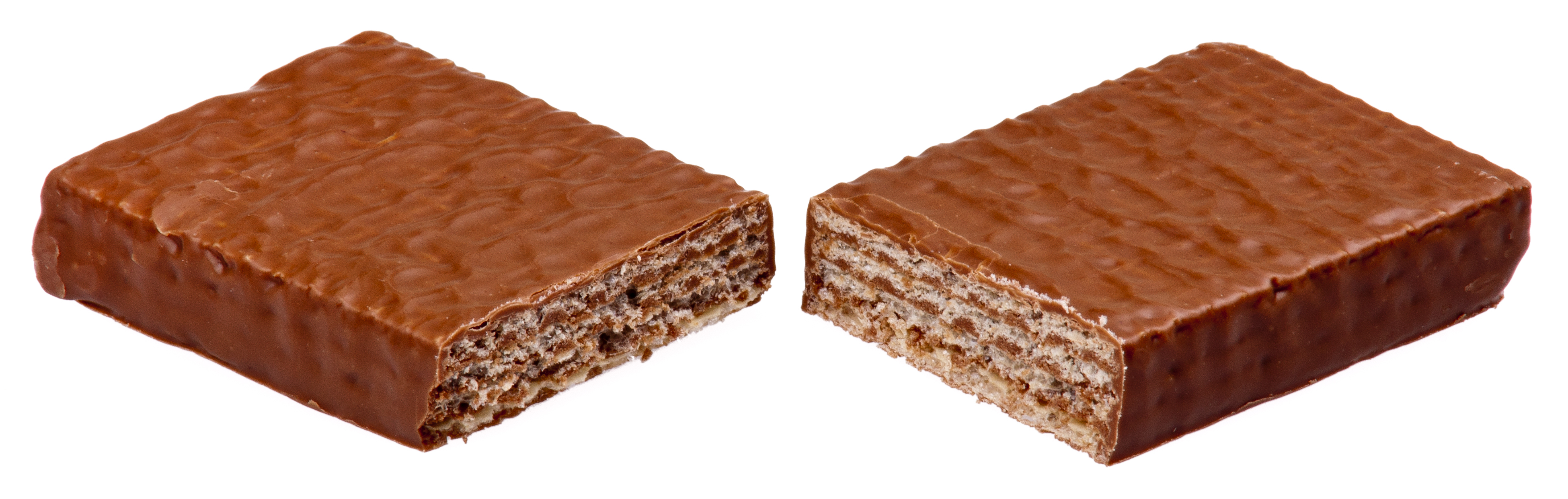
Prince Polo aux noisettes